# Chrysosoma aestimabile
Chrysosoma aestimabile är en tvåvingeart som beskrevs av Octave Parent 1934. Chrysosoma aestimabile ingår i släktet Chrysosoma och familjen styltflugor. Inga underarter finns listade i Catalogue of Life.